# 아트 파킨슨
아트 파킨슨(Art Parkinson, 2001년 10월 19일 ~ )은 아일랜드의 배우이다.

## 작품 목록

### 영화
- 러브, 로지 - 게리 던 역
- 슈팅 포 소크라테스 - 토미 역
- 아노말리:타임 게이트 - 알렉스 역
- 샌 안드레아스 - 올리 테일러 역
- 쿠보와 전설의 악기 - 쿠보 역 (목소리)
- 주

### 드라마
- 왕좌의 게임 6 (HBO) - 릭콘 스타크 역